# Icíar Bollaín
Icíar Bollaín Pérez-Mínguez (Madrid, 12 giugno 1967) è un'attrice, regista e sceneggiatrice spagnola.

## Biografia
Membro dell'Accademia spagnola di cinematografia, è figlia di un ingegnere aeronautico e di una professoressa di musica. Esordisce come attrice nel 1983, a soli 15 anni, nel film El sur, diretto da Víctor Erice. Esordisce alla regia nel 1995 con Hola, ¿estás sola?, che le vale il premio come miglior nuovo regista alla Semana Internacional de Cine de Valladolid, la Rosa camuna d'argento al Bergamo Film Meeting e la candidatura al Premio Goya per il miglior regista esordiente. Con la sua opera seconda, Flores de otro mundo (1999), vince il premio per il miglior film della Settimana internazionale della critica al 52º Festival di Cannes e ottiene la sua prima candidatura al Premio Goya per la miglior sceneggiatura originale. La consacrazione arriva con il successivo Ti do i miei occhi (2003), vincitore di ben sette Premi Goya, compresi quelli per miglior film e miglior regista.

## Riconoscimenti
- Premi Goya
  - vincitrice:
    - 2004: miglior regista e miglior sceneggiatura originale – Ti do i miei occhi

  - candidata:
    - 1996: miglior regista esordiente – Hola, ¿estás sola?
    - 2000: miglior sceneggiatura originale – Flores de otro mundo
    - 2001: miglior attrice protagonista – Leo
    - 2008: miglior regista e miglior sceneggiatura originale – Mataharis
    - 2021: miglior film e miglior regista – La boda de Rosa

## Filmografia

### Attrice
- El sur, regia di Víctor Erice (1983)
- Las dos orillas, regia di Juan Sebastián Bollaín (1986)
- Mientras haya luz, regia di Felipe Vega (1987)
- Al acecho, regia di Gerardo Herrero (1987)
- Malaventura, regia di Manuel Gutiérrez Aragón (1989)
- Venecias, regia di Pablo Llorca (1989)
- El mejor de los tiempos, regia di Felipe Vega (1990)
- Doblones de a ocho, regia di Andrés Linares (1990)
- Sublet, regia di Chus Gutiérrez (1991)
- Un paraguas para tres, regia di Felipe Vega (1992)
- Entretiempo, regia di Santiago García de Leániz (1992)
- Dime una mentira, regia di Juan Sebastián Bollaín (1993)
- Tocando fondo, regia di José Luis Cuerda (1993)
- Jardines colgantes, regia di Pablo Llorca (1993)
- Terra e libertà (Land and Freedom), regia di Ken Loach (1994)
- El techo del mundo, regia di Felipe Vega (1995)
- Menos de cero, regia di Ernesto Tellería (1996)
- Niño nadie, regia di José Luis Borau (1997)
- Subjudice, regia di Josep María Forn (1997)
- Leo, regia di José Luis Borau (2000)
- Sara, una estrella, regia di José Briz Méndez (2002)
- Nos miran, regia di Norberto Pérez (2002)
- La balsa de piedra, regia di George Sluizer (2003)
- La noche del hermano, regia di Santiago García de Leániz (2005)
- Rabia, regia di Sebastián Cordero (2009)

### Regista

#### Film
- Hola, ¿estás sola? (1995)
- Flores de otro mundo (1999)
- Ti do i miei occhi (Te doy mis ojos) (2003)
- Mataharis (2007)
- También la lluvia (2010)
- Katmandú, un espejo en el cielo (2011)
- El olivo (2016)
- Yuli - Danza e libertà (Yuli) (2018)
- Il matrimonio di Rosa (La boda de Rosa) (2020)
- Una donna chiamata Maixabel (Maixabel) (2021)

#### Documentari
- En tierra extraña (2014)